# Raul Ventura
Raul Jorge Rodrigues Ventura (1919-1999) foi um jurista e político português do período do Estado Novo mais notório pela sua passagem pelas pastas da Marinha e do Ultramar nos anos de 1950 e de 1960.
Nasceu em Lisboa em 19 de Outubro de 1919, filho de António Ventura e de Efigénia Rodrigues Ventura, e faleceu em Lisboa em 28 de Novembro de 1999. Foi casado com Maria Luísa Rosado Barreto de Carvalho Ventura, tendo do matrimónio nascido cinco filhos.

## Biografia
Fez o curso Liceal no Liceu Passos Manuel, em Lisboa, e em 1941 formou-se em Direito pela Faculdade de Direito da Universidade Clássica de Lisboa.
Durante o curso de Direito foi galardoado com dois prémios nacionais, no ano lectivo de 1940-41: o prémio Guilherme Moreira, atribuído ao seu trabalho “Estudo sobre o valor jurídico do casamento”, posteriormente publicado em separata da Revista da Faculdade de Direito de Lisboa, como melhor trabalho dos alunos das faculdades de Direito de Lisboa e de Coimbra, e o Prémio Rotary Club, atribuído ao melhor aluno da Faculdade de Direito de Lisboa (18 valores de média nos exames finais do mesmo ano).
Ainda enquanto aluno publicou, conjuntamente com Raul Amaral Marques e Júlio Menino Salcedas, em 1939, as Lições de Administração Colonial do Professor Marcello Caetano e as Lições de Processo Civil e Comercial do Professor Barbosa de Magalhães, e em 1941 as Lições de Direito da Família do Professor Paulo Cunha. 
Após a licenciatura, exerceu os seguintes cargos:
- Sub-Delegado do Procurador da República da 7ª Vara e 7º Juízo Criminal da Comarca de Lisboa ;
- Sub-Delegado do Instituto Nacional do Trabalho e Previdência no distrito de Setúbal ;
- Agente do Ministério Público junto da 2ª Vara do Tribunal do Trabalho do Porto ;
- Chefe da 1ª Repartição do quadro da Direcção Geral do Instituto Nacional do Trabalho e Previdência ;
- Chefe do contencioso da Direcção Geral de Assistência .

Doutorou-se em Direito pela Universidade de Lisboa em 1944, com a classificação de 18 valores, apresentando a tese Teoria da Relação Jurídica de Trabalho, tendo sido arguente o Professor Paulo Cunha .
Em 1947 foi aprovado por unanimidade no concurso simultâneo para professor extraordinário e catedrático, tendo apresentado a tese “A conversão dos actos jurídicos no Direito Romano”, e proferido lições com os temas “Sucessão necessária no Direito Romano” e “O casamento em Portugal anteriormente à recepção do Concílio de Trento”; foi arguente na tese o Professor Inocêncio Galvão Telles, que apreciou também a primeira das indicadas lições, tendo a segunda sido apreciada pelo Professor Marcello Caetano .
Foi nomeado professor catedrático, tendo então 28 anos de idade, por Portaria de 7 de Novembro de 1947, e tomou posse em 2 de Dezembro seguinte.
Foi Secretário da Faculdade, Professor bibliotecário e Director da Faculdade.
Integrou a Comissão Técnica de Assuntos de Trabalho Ultramarinos do Bureau International du Travail (viii).
Interrompeu a sua actividade docente entre 1953 e 1958, período em que exerceu as funções de Subsecretário de Estado do Ultramar (1953-1955 - Decreto nº 39115, de 26-2-1953) e de Ministro do Ultramar (1955-1958 - Decreto nº 40249, de 7-7-1955 e Decreto nº 41826 de 14-8-58), tendo em 1958 exercido também interinamente as funções de Ministro da Marinha - Decreto nº .41614 de 10-5-1958).
Na década de 1960, em período que se desconhece, exerceu também as funções de Vice-Presidente do Conselho Ultramarino, do qual era Presidente por inerência de funções o Ministro do Ultramar.
Como Professor da Faculdade de Direito de Lisboa regeu as Cadeiras de História do Direito Romano, História do Direito Português, Direito Corporativo, e no curso complementar regeu ainda Direito do Trabalho e Direito das Sociedades.
Na sequência da revolução de 25 de Abril de 1974, e tal como aconteceu com vários outros Professores, foi demitido das suas funções em 1975, nas quais viria a ser reintegrado por decisão do Supremo Tribunal Administrativo de 24 de Março de 1977, que anulou a deliberação de demissão, confirmada a decisão de anulação por acórdão do Tribunal Pleno de 8 de Novembro de 1978 (ix), tendo na sequência dessa última decisão pedido a sua passagem à reforma, sem que nunca tenha voltado a leccionar.
Manteve até ao fim da vida a sua actividade de advogado e jurisconsulto e de árbitro quer em arbitragens nacionais quer internacionais.
Na década de 1980 foi Juiz do Conselho da Europa como membro da Comissão de Recursos em questões laborais dos funcionários da Comunidade Europeia.
Era agraciado com a Grã-Cruz da Ordem Militar de Cristo e com a Grã-Cruz da Ordem Nacional do Cruzeiro do Sul, do Brasil.
A Faculdade de Direito de Lisboa prestou-lhe homenagem póstuma em 2003, tendo nessa ocasião e por esse motivo sido publicados em sua memória dois volumes de estudos jurídicos, nos quais foi incluída a 2ª parte das suas Lições de Direito do Trabalho de 1948/49, que eram desconhecidas apenas existindo um exemplar dactilografado, sem que tenha sido encontrada a 1ª parte.

## Obra
Publicou as seguintes obras e artigos:
1942	A legitimidade das partes
1943	Natureza jurídica do contrato colectivo de trabalho
1944	Teoria da Relação Jurídica de trabalho - estudo de direito privado
1946	Lições de Direito Corporativo
1947	A conversão dos actos jurídicos no direito romano
1947	Coisas in patrimonio e extra patrimonium e coisas in commercio e extra commercium nas instituições de Gaio e nas de Justiniano
1948	Lições Direito Romano - processo civil romano e Direitos Reais
1948	O direito natural das fontes jurídicas romanas
1948	O direito de superfície
1948	Nota sobre algumas modalidades de contrato de trabalho
1949	Lições direito Romano - O direito objectivo, as suas fontes e divisões
1949	Lições de Direito Romano - Processo Civil. Direitos Reais
1949	Lições de Direito do Trabalho
1949	A greve no Direito Positivo Português
1949	O direito a férias, na lei e nas convenções colectivas
1949	Sociedades irregulares: acórdão do Supremo Tribunal de Justiça de 24 de Julho de 1949
1949	Agências de colocação
1949	Solução dos Conflitos Colectivos de Trabalho
1950	Lições de Direito romano - Direito da Família
1950	Extinção das Relações individuais de trabalho
1950/1951	Lições de História do Direito Português - Introdução, Fontes e Instituições Políticas. Dos estados das pessoas
??	Lições de Direito Romano - Direito das sucessões
1952	Lições de Direito Romano: Direito das obrigações
1954	Contrat individuel de travail - Relation National portugaise no 1º Congresso de Direito Social, - S. Paulo, Brasil
1958	As fontes dos nºs 2 e 3 do artigo 120º do Código Comercial
1959	Lições de Direito Romano - doutrinas gerais de direito privado
1960	O liquidatário das sociedades comerciais
1960	Sociedades comerciais: dissolução e liquidação (2 Vols)
1961	O período de experiência no contrato de trabalho
1962	O cúmulo e a conglobação na disciplina das relações de trabalho
1962	Nulidade total e nulidade parcial do contrato de trabalho
1963	Doenças profissionais - revista comentada de jurisprudência do Supremo Tribunal Administrativo
1963	Manual de Direito Romano
1963	Regime das nulidades do contrato de trabalho
1964	Competência dos tribunais de trabalho segundo do novo código de processo do trabalho
1964 Conflitos de trabalho: conceitos e classificações, tendo em vista um novo código de processo do trabalho
1964    Lições de Direito Romano – Processo Civil
1964	Princípios gerais de direito processual do trabalho
1964	A arbitragem voluntária nos conflitos individuais de trabalho
1965	Exoneração de gerentes de sociedades por quotas
1966	Amortização de quotas - aquisição de quotas próprias
1966	Compropriedade da quota
1966	Divisão de quota
1966	A firma das sociedades por quotas
1966	Limitação de voto em sociedades por quotas com sede ou actividade no ultramar
1966	Sociedades por quotas de responsabilidade limitada: anteprojecto, primeira redacção.
1966	Sociedades por quotas de responsabilidade limitada
1966	Aquisição de quotas próprias
1967	Cessão de quotas
1968	Lições de direito Romano - Direito das Coisas
1968	Associação à quota
1968	Funcionamento da gerência das sociedades por quotas
1969	Apontamentos para a reforma das sociedades por quotas de responsabilidade limitada (2ª redacção)
1969	A reforma das sociedades por quotas
1970	Associação em participação - anteprojecto e notas justificativas
1970	Responsabilidade civil dos administradores de sociedades anónimas e dos gerentes das sociedades por quotas: estudo comparativo dos direitos alemão, francês, italiano e português: nota explicativa do capítulo 2 do Decreto-Lei nº 49381, de 15 de Novembro de 1969 (em conjunto com o Dr. Luís Brito Correia).
1972	Protecção de credores na fusão de sociedades comerciais: (parte de um relatório elaborado para a Comissão de Reforma da legislação sobre sociedades comerciais)
1972	Fusão e Cisão de sociedades
1972	Sociedades complementares
1973	Transformação de sociedades: projecto e notas justificativas (em conjunto com o Dr. Luís Brito Correia).
1974	Cisão de sociedades
1977	Duração e prorrogação da sociedade
1977	A sede da sociedade, no direito interno e no direito internacional português
1978	Auto-participação da sociedade: as acções próprias
1978	Participações recíprocas de sociedades em sociedades
1978	Termo voluntário da liquidação e regresso à actividade social
1979	Assembleias gerais totalitárias
1979    Participações dominantes - alguns aspectos do domínio de sociedades por sociedades.
1980	Adaptação do direito português à 2ª Directiva do Conselho da Comunidade Económica Europeia sobre direito das sociedades
1980	Suprimentos a sociedades por quotas no direito vigente e nos projectos
1980	Objecto da sociedade e actos ultra vires
1980	Participações unilaterais de sociedades em sociedades e sociedades gestoras de participações noutras sociedades
1981	Adaptação do direito português à 1ª Directiva do Conselho da Comunidade Económica Europeia sobre direito das sociedades
??	Adaptação do direito português à 3ª Directiva do Conselho da Comunidade Económica Europeia relativa às fusões das sociedades por acções
1981	Primeiras notas sobre o contrato de consórcio
1981	Obrigações acessórias dos sócios nas sociedades por quotas
1981	Grupos de sociedades: uma introdução comparativa e propósito de um projecto preliminar de directiva da CEE
1982	Adaptação do direito português à 6ª Directiva do Conselho da Comunidade Económica Europeia relativa às cisões das sociedades por acções
1982	Responsabilidade directa para com credores sociais de sócios de sociedades por quotas
1983	Contrato de compra e venda no Código Civil
1984	Reflexões sobre direitos dos sócios
1985	Trabalho por turnos rotativos: descanso semanal
1986	Convenção de arbitragem
1986	Convenção de arbitragem e cláusulas contratuais gerais
1986	Alterações do contrato de Sociedade – Comentário ao Código das sociedades Comerciais – artigos 85º a 96º
1987a 1991	Sociedades por quotas - 3 Volumes - Comentário ao Códigos das Sociedades Comerciais - artigos 197 a 239, 252 a 264 e 240 a 251.
1987	Dissolução e liquidação de sociedades – comentário ao Código das sociedades Comerciais – artigos 141 a 165, 195 e 196, 270º e 464º
1987 Aval do Estado: vencimento da obrigação do Estado avalista
1988	Acção de interdição
1989	Sociedades por quotas: cessão de quota a cônjuge meeiro
1989	O contrato de suprimento no Código das Sociedades Comerciais
1989	Direitos especiais dos sócios
1990	Fusão, Cisão, Transformação de sociedades – Comentário ao Código das Sociedades Comerciais, artigos 97 a 140 
1992	Estudos vários sobre sociedades anónimas – Comentário ao Código das Sociedades Comerciais, artigos 17, 306 a 304, 316 a 3125, 341 a 347, 392, 410 a 412, e arts 523 a 606 do 
Código do Mercado de Valores Mobiliários .
1992	Ofertas Públicas de aquisição e de venda de valores mobiliários
1994	Novos Estudos sobre sociedades anónimas e sociedades e nome colectivo – Comentário ao Código das Sociedades Comerciais - artigos 278, 424 a 450, 493 a 508, 288 a 292, 393, 413, 425 nº 3 e 438, 396, 398, 175 a 196252, 390 e 425 
2006	Apontamentos sobre Sociedades Civis (obra publicada postumamente).